# جام باشگاه‌های تهران ۱۳۳۶
جام باشگاه‌های تهران ۱۳۳۶ که با نام مسابقات قهرمانی باشگاه‌های تهران ۱۳۳۶ نیز شناخته می‌شود یک دوره از مسابقات لیگ فوتبال استان تهران بود که در سال ۱۳۳۶ برگزار شد و با قهرمانی تاج پایان یافت.

## نحوه برگزاری بازی‌ها
مسابقات در دو مرحله برگزار شد. در مرحله گروهی ۱۸ تیم در ۲ گروه و به صورت دوره‌ای شرکت کردند و ۴ تیم تاج، سپه، تهران‌جوان و دارایی به مرحله نهایی صعود کردند. بازی‌های مرحله گروهی در بهار و تابستان ۱۳۳۶ برگزار شد.
مرحله نهایی به صورت دوره‌ای و در نیمه نخست شهریور ۱۳۳۶ برگزار شد و تاج توانست با ۳ پیروزی پیاپی عنوان قهرمانی را از آن خود کند.
چند روز پس از این اتمام این مسابقات تیم تاج به عنوان نماینده استان تهران در جام قهرمانی فوتبال ایران ۱۳۳۶   شرکت کرد و توانست در آن مسابقات نیز قهرمان شود.

## جدول رده‌بندی مرحله نهایی
| رتبه | باشگاه    | بازی | برد | مساوی | باخت | گل‌زده | گل‌خورده | امتیاز |
| ---- | --------- | ---- | --- | ----- | ---- | ----- | ------- | ------ |
| ۱    | تاج       | ۳    | ۳   | ۰     | ۰    | ۱۸    | ۵       | ۶      |
| ۲    | سپه       | ۳    | ۲   | ۰     | ۱    | ۴     | ۱۱      | ۴      |
| ۳    | دارایی    | ۳    | ۱   | ۰     | ۲    | ۷     | ۸       | ۲      |
| ۴    | تهرانجوان | ۳    | ۰   | ۰     | ۳    | ۲     | ۷       | ۰      |